# Bourgeois de Paris
Ne doit pas être confondu avec Journal d'un bourgeois de Paris.

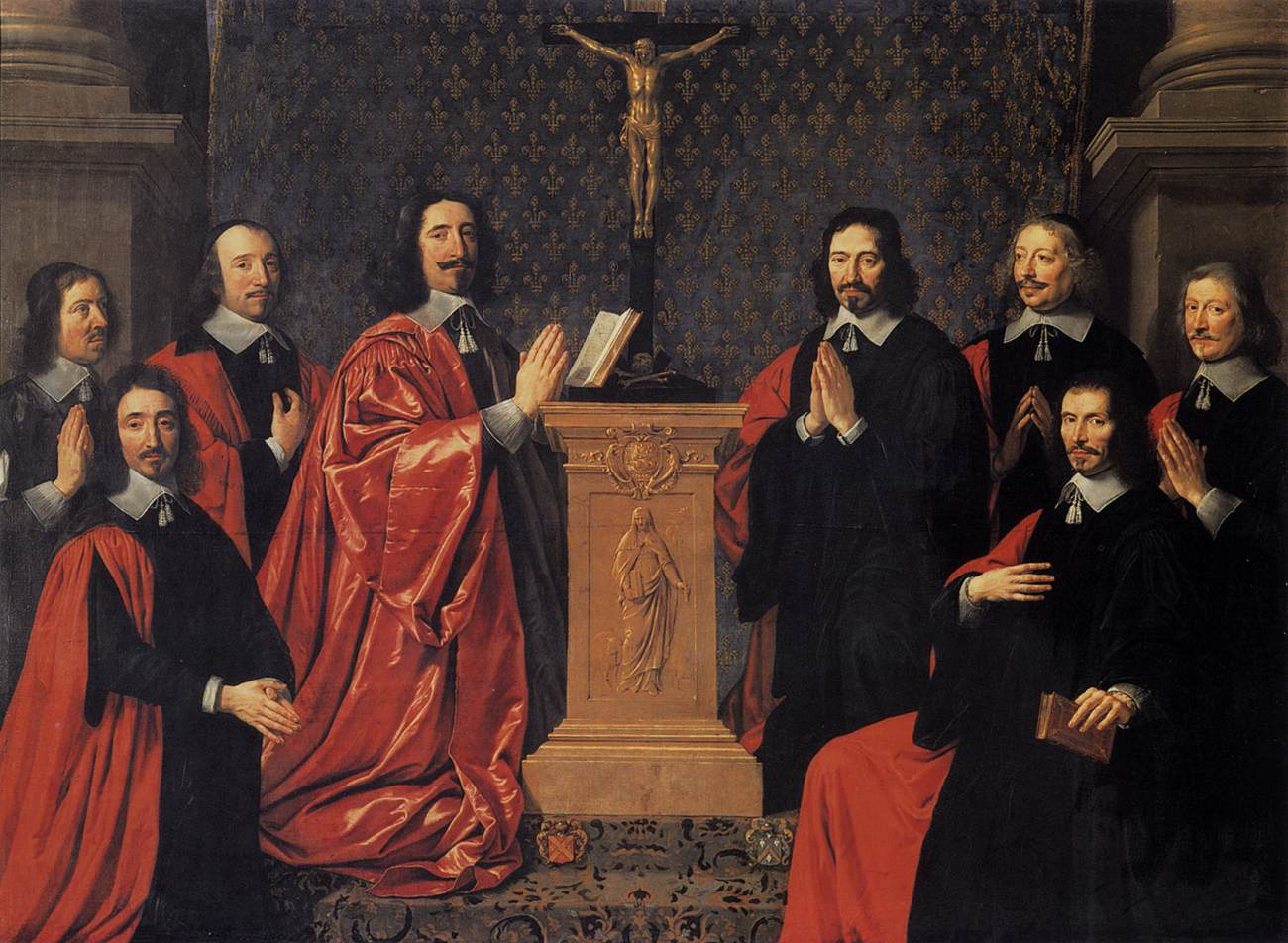
Les échevins de Paris, par Philippe de Champaigne, 1648

À Paris, avant la Révolution française, il fallait être bourgeois de Paris pour pouvoir y exercer des fonctions publiques liées à la ville, comme prévôt des marchands, échevin ou consul, mais aussi dans les différentes communautés de métier.
Pour être bourgeois de Paris, selon l'article 173 de la Coutume de Paris, il fallait avoir son domicile à Paris comme locataire ou comme propriétaire pendant au moins un an et un jour.
Les bourgeois de Paris avaient des privilèges et des devoirs : ils étaient exempts de payer la taille, mais devaient selon leurs moyens payer les taxes de la ville, contribuer à la charité publique, s'armer à leurs frais pour pouvoir participer à la milice urbaine.
La qualité de bourgeois de Paris a été peu étudiée tant du point de vue historique que sociologique, contrairement à des villes de moindre importance.
Les généalogies des familles bourgeoises de Paris sont encore mal connues tout comme le nom des familles qui peuvent prétendre en faire partie.

## Qui était bourgeois de Paris?

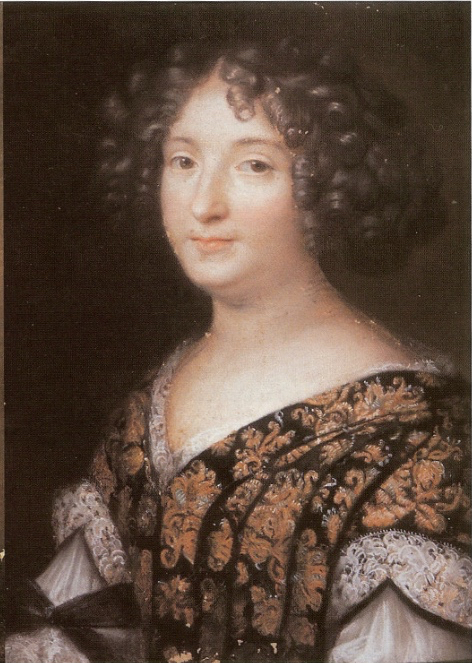
Henriette Sélincart (1644-1680), fille d'un marchand drapier de Paris.

Selon l'article 173 (ancien 129) de la Coutume de Paris, le droit de bourgeoisie s'acquiert à Paris par toute personne y "demeurant et habitant un an et un jour", c'est-à-dire en y ayant son domicile personnel et en y séjournant continuement avec sa famille, et non en y faisant des séjours temporaires pour affaires. Le domicile se prouve par une quittance de loyer ou de capitation personnelle, et non par une location en chambre ou en hôtel garni (meublé).
Contrairement aux bourgeois des autres villes franches, les Parisiens n'ont pas besoin de lettres de bourgeoisie pour prouver leur état.
Autrement dit, toute personne qui possédait un logement à Paris (mais pas dans les faubourgs) comme propriétaire ou comme locataire, et qui y avait son domicile principal depuis plus d'un an, était bourgeois de Paris. Il n'y avait aucune autre condition de patrimoine, de serment ou autres.

## Devoirs et privilèges des bourgeois de Paris
Ces privilèges sont nombreux, très différents, parfois très éphémères, et pour la plupart très variables selon les époques, ce qui a fait dire à Laurence Croq, qui a consacré une thèse à l'étude de la notion de bourgeois de Paris au XVIIIe siècle, cette qualité aurait un caractère « polymorphe ».
Le premier des privilèges des Parisiens, et plus généralement des habitants de la Vicomté de Paris, consiste dans le fait d'avoir leur coutume particulière, le Coutume de Paris, et de ne pas être régis par d'autres lois étrangères ou barbares.
Le second privilège des bourgeois de Paris était celui de la communauté jurée des marchands organisés en corps et constitués en ville, qui avaient reçu du roi des franchises ou privilèges, c'est-à-dire le droit d'avoir un sceau, une caisse commune, un "parloir aux bourgeois" (hôtel de ville), de se défendre, de se clore et de s'administrer elle-même, d'avoir sa justice haute et basse, et sa police.

### Privilège d'attribution de juridiction
Selon l'article 112 de la Coutume de Paris, les bourgeois de Paris ne peuvent être contraints à plaider en défense ailleurs qu'à Paris, y compris en matière civile pour des droits purement réels (successions, garanties, arriérés de cens et de rentes, demandes d'exhibition de titres), et cela dans tout le royaume.

### Privilèges fiscaux
Les privilèges fiscaux sont nombreux, les principaux se sont maintenus jusqu'à la Réunion des états généraux en 1789:
- Exemption de l'impôt de la Taille, y compris pour les revenus tirés des biens à la campagne dans le ressort de la Vicomté de Paris; les bourgeois de Versailles, de Poissy, Lyon, d'Amiens, de Bordeaux et de plusieurs autres grandes villes ont le même privilège.
- Exemption du droit de franc-fief, accordé par Charles VI en juillet 1409, supprimé par Louis XV;
- Droit de vendre en gros le vin de son cru à domicile sans le ministère de jurés-crieurs et sans être tenus de faire enregistrer la vente, et de l'importer à l'intérieur de Paris sans payer les droits d'entrée;
- Exemption de la mainmorte et du droit de mainmorte sur les biens en mainmorte dans tout le royaume;

### Certains privilèges identiques à la noblesse

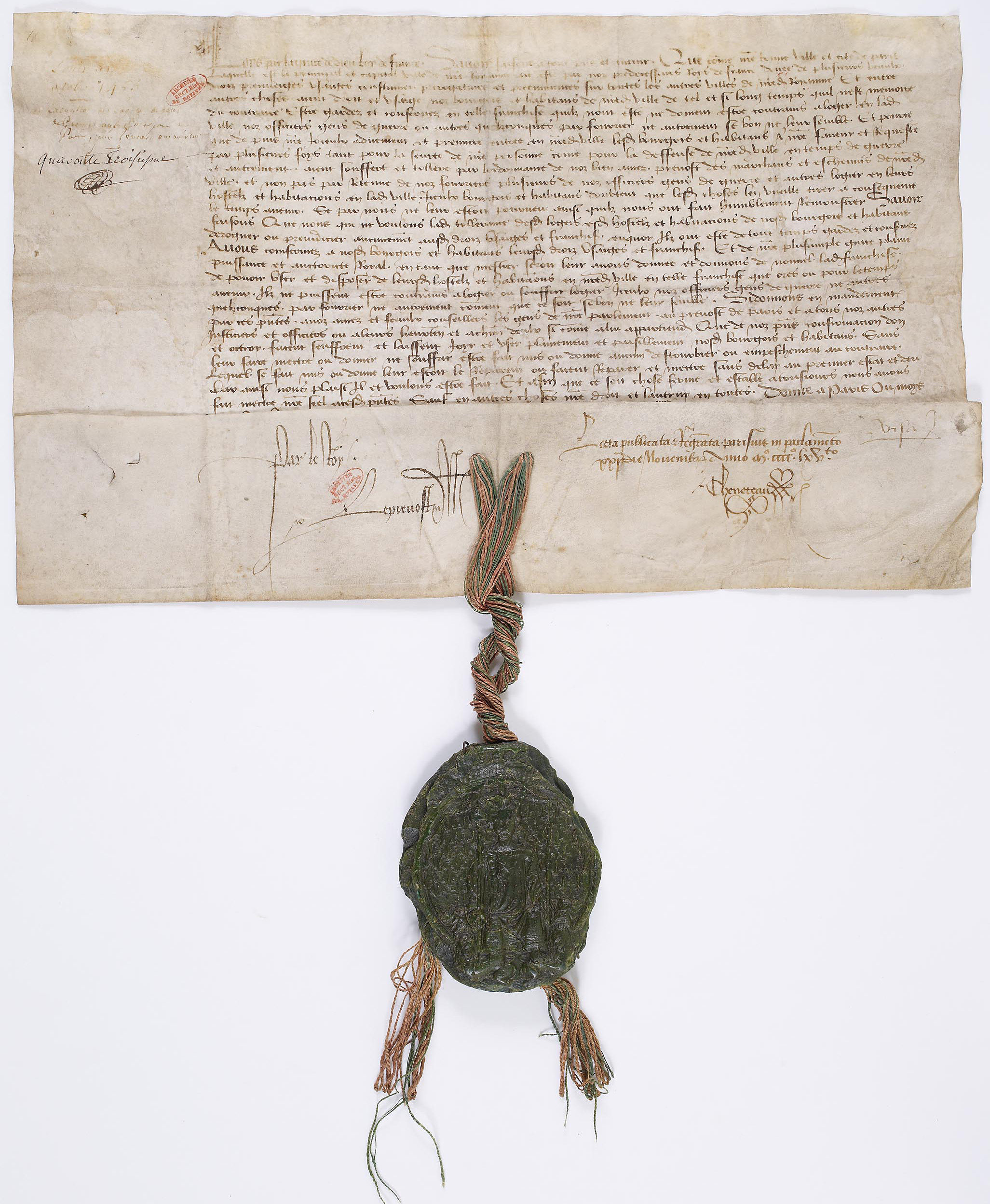
Édit de Louis XI confirmant les privilèges des bourgeois de Paris, Archives nationales, AE-II-478.

La qualité de bourgeois de Paris donnait des privilèges presque égaux à ceux de la noblesse, le plus ancien étant l'exemption de mainmorte, puis de la taille et du droit de Franc-fief, de bénéficier de la garde noble. À une période ancienne, les bourgeois de Paris avaient reçu du roi Charles V en 1391 le droit de porter des armoiries timbrées et une
épée.
Selon certains auteurs, parmi lesquels Chateaubriand, « Charles V accorda des lettres de noblesse à tous les bourgeois de Paris ; Charles VI, Louis XI, François Ier et Henri II, confirmèrent ces lettres de noblesse. Paris ne fut jamais une Commune, parce qu'il étoit franc par la seule présence du roi ».
Ce privilège fut définitivement rétabli en 1716, tel qu'il subsista jusqu'à la fin de l'Ancien Régime :

« Charles V accorda la Noblesse à tous les Bourgeois de Paris : elle leur fut confirmée par Charles VI, Louis XI, François Ier et Henri II ; mais Henri III restreignit ce privilège, en 1577, aux seuls Prévôts des Marchands et aux Échevins. II fut supprimé en 1667, rétabli en 1707 ; supprimé de nouveau en 1715, et rétabli enfin en 1716, tel qu'il subsiste aujourd'hui. »

— François Alexandre Aubert de La Chesnaye-Desbois, Dictionnaire de la noblesse, avant-propos, tome I, Paris, 1770, p. IX.
Les bourgeois de Paris jouissent du droit de garde noble, appelée pour eux la garde bourgeoise. Il s'agit du droit de percevoir et de jouir des revenus propres de leurs enfants mineurs.
Sur ce sujet, André Borel d'Hauterive nous précise que par les lettres patentes du 9 août 1371, Charles V conféra aux bourgeois de Paris la plupart des distinctions de la noblesse sauf la noblesse elle-même. Ces privilèges furent confirmés pas les rois successifs. Henri III en 1577 fut le premier à accorder la noblesse héréditaire aux seuls Prévôts des Marchands et aux Échevins de la ville de Paris. Noblesse confirmée par Louis XIV en 1656 qui leur accorda en 1706 le titre de chevalier, révoqué en 1716 puis rétabli l'année suivante qui perdura jusqu'en 1789.

## Naissance de la bourgeoisie
Les corporations les plus anciennes de Paris étaient celles des drapiers, des épiciers, des merciers et des pelletiers.
Avec les marchands de l'eau, héritiers des nautes de Lutèce qui exercent le monopole que détient l'abbaye de Saint-Denis sur le commerce le long de la Seine, et la Grande Boucherie, qui réunit les propriétaires d'élevages de la banlieue et ceux d'ateliers de salaison intra et extra-muros, ils constituent aux côtés du clergé et de la noblesse un troisième pouvoir que consacrera en 1357 la Grande ordonnance du prévôt des marchands, Étienne Marcel, et qui deviendra financièrement décisif, comme l'illustrera la révolte des Cabochiens.
En 1190, avant de partir en croisade, le roi Philippe Auguste rédige son testament et met six « loyaux hommes » à la tête de la prévôté : Thibaut Le Riche, Athon de Grève, Evrouin Le Changeur, Robert de Chartres, Baudouin Bruneau et Nicolas Boucel.
Le Livre des métiers et le Livre de la taille, rédigés sous la prévôté d'Étienne Boileau, permettent de mieux connaître cette bourgeoisie montante. Les titulaires des métiers recensés sont considérés comme des bourgeois.
Au cours du XIIIe siècle, des dynasties bourgeoises se sont édifiées : les Sarrazins, les Barbette, les Bourdon (cf. la rue des Bourdonnais), les Pisdoe ou Pizdoue, etc.

## Familles de la bourgeoisie parisienne encore subsistantes

### XIIIesiècle
- Famille Piédoüe, quatre prévôts des marchands de Paris. Nombreux échevins. De toute l'histoire de la capitale, c'est la dynastie qui a gouverné Paris pendant la plus longue période. Les Piédoüe étaient par ailleurs l'un des principaux propriétaires fonciers de Paris aux XIIIe et XIVe siècles.
- Famille Bourdon de la rue des Bourdonnais. Deux prévôts des marchands.
- Famille Marcel, un prévôt des marchands : Étienne Marcel, instigateur de la Révolte de Paris. Plusieurs échevins.
- Famille Cocatrix, un prévôt des marchands. Plusieurs échevins.
- Famille Sarrazin, un prévôt des marchands. Plusieurs échevins.
- Famille Barbette, Étienne Barbette prévôt des marchands de Paris. Plusieurs échevins. La rue Barbette fut créée au XVIe siècle sur l'une de leur propriété.

### XVIesiècle
- Famille Cochin, administrateurs à Paris, hommes politiques, un préfet, des historiens. Fondateurs de l'hôpital Cochin.
- Famille Samson, Gouvernance de la Capitale, propriétaire foncier de nombreuses avenues en leur nom, hôtel particuliers.

### XVIIesiècle
- Famille Chebron (ou), sieur de Bonnegarde et de Cardonne. Conseiller du Roy en l'élection de Paris. Office héréditaire de contrôleur général ancien triennal de la septième partie des rentes de l'Hôtel de Ville. Lettres de bourgeoisie. Anobli le 24 juillet 1697.
- Famille Barbier de Préville, des consuls de Paris et des juges de marchands. La famille a été anoblie par charge au XVIIIe siècle.
- Famille de Lens (orfèvres de Monsieur, frère unique du Roi), également bourgeois de Bruxelles.
- Famille Martin de Bussy et Martin de Boulancy.
- Famille de Silvestre.
- Famille Vandive, branche de la Famille Van Dievoet, bourgeois de Bruxelles.
- Famille Bruté de Rémur, marchands de bas de soie.
- Famille Gallet de Santerre, marchands potiers d'étain [7].
- Famille Tardieu, marchands chaudronniers, graveurs et membres de l'Académie de peinture[8],[9].

### XVIIIesiècle
- Famille Simonneau-Dubreuil (1776). Rue des Saints-Pères (liée à la famille de Saunières, dont Henry de Saunières, commissaire des tailles et de la milice intendance Limoges vers 1740). Bourgeois de Paris (Famille de marchand originaire de Charente)
- Famille Billon (1702)
- Famille Gaudart
- Famille Rocquet
- Famille Chebrou (1770. Jean Chebrou, voir succession en l'étude de Me La Chaise et associés). Également bourgeois de Niort (voir les familles Chebrou de La Merichère, Chebrou de Beugnon, Chebrou de La Foucardière, Chebrou des Loges, Chebrou de La Brosse, Chebrou de Lespinats, Chebrou de La Roulière, Chebrou du Petit-Château ainsi que l'ensemble des liens familiaux collatéraux).
- Famille Chevauché (filiation suivie depuis 1687, documentée comme bourgeois de Paris depuis 1731[10]).
- Famille Marguet, dont est issu l'acteur de théâtre Amant.
- Famille de Villiers, Jean de Villiers (1712-1786) d'où descendance d'artistes peintres.
- Famille de Gisors, cousine de la famille de Villiers, d'où descendance d'architectes.
- Famille Louis, d'où Claude Germain Louis Devilliers.
- Famille Maillé, à l'origine de la Manufacture Royale du Spalme.